# Guinguinéo
 (mars 2017).
Guinguinéo, surnommée Géo, est une ville, chef-lieu du département éponyme, localisée au centre-sud du Sénégal, à 22 kilomètres au nord-est de Kaolack.
Les habitants s'appellent les guinguinéois et les guinguinéoises.

## Géographie
Les localités les plus proches sont Ngathie, Ngoloum, Keur Madieng Gueye, NDingler, Sayet Ndiaye, Meo Meo, Atiou, Keur Madiengue, Pafa, Ngathie Fall et Mboss. 
Construite sur la base d'un plan en damier de part et d'autre de la ligne de chemin de fer Dakar-Bamako, la ville est constituée de sept quartiers : Campement, Macode Bar, Kanène, Thiérére, Farabougou, Palène et Walo. Chaque quartier est dirigé par un Chef de quartier.
|         | Ndiago      |                |
| Gagnick | Guinguinéo  | Ngathie Naoudé |
|         | Mbadakhoune |                |

## Histoire
Avant de devenir commune en 1956 et commune de plein exercice en 1960, Guinguinéo a traversé le phénomène des royaumes pilotés par la succession de plusieurs rois dont le plus célèbre est Maad Saloum Fodé N'Gouye Diouf. Le premier maire fut le docteur Charles Ndiaye. Par la réforme administrative de 2008, la ville quitte le département de Gossas et la région de Fatick pour devenir chef-lieu d'un nouveau département de la région de Kaolack.

## Administration
Guinguinéo a été érigé en département par décret présidentiel en 2008. Détaché de la région de Fatick où il dépendait, il est depuis son érection en département rattaché à la région de Kaolack : ainsi une vieille revendication des populations est désormais satisfaite. 
Le département est dirigé par un préfet. Celui-ci est l'organisateur principal des élections locales où Papa Malick Ndour est élu Président du Conseil Départemental accompagné par le député Moustapha Ndiaye et Son equipe avec 39 voix sur 40 devenant ainsi le plus jeune président de Conseil Départemental du Sénégal (29 ans). De nouveaux services s'implantent alors tels l'Inspection de la jeunesse et des Sports, l'Inspection départementale de l'élevage, l'Inspection départementale du commerce, l'Inspection départementale de l'éducation  etc. 
La commune est dirigée par Rokhaya Diouf. L'actuel maire brigue son deuxième mandat[Quand ?]. 
Pour sa sécurité, Guinguinéo a une brigade de gendarmerie, un poste de police (BMS).

## Ėducation
La ville de Guinguinéo compte en 2013, 10 écoles élémentaires, dont une école privée catholique. une école maternelle, une case des Tout-Petits.
L'enseignement moyen et secondaire est assuré par un lycée d'enseignement général, deux collèges d'enseignement moyen : le CEM Serigne Khassim Mbacké et le CEM Marguerite, et deux collèges privés. Elle compte un centre enseignement technique CETF ouvert en 2013. 
L'enseignement coranique est assuré par 13 daaras (écoles coraniques).

## Population
Lors des recensements de 1988 et 2002, la population était respectivement de 12 887 et 12 973 habitants.
En 2007, selon les estimations officielles, la ville compterait à peu près 16 000 habitants. Ce chiffre a tendance à augmenter chaque année.
| 1988   | 2002   | 2005   | 2010   | 2013   | 2015   |
| ------ | ------ | ------ | ------ | ------ | ------ |
| 12 887 | 12 973 | 13 808 | 15 043 | 15 804 | 16 294 |

## Santé
La ville chef-lieu de district sanitaire est dotée d'un centre de santé et d'un poste de santé parapublic.

## Religion
Guinguinèo est aussi une cité religieuse : la communauté mouride y est fortement représentée par la famille de Serigne Khassim Mbacké, ibn Serigne Afia Mbacké, frère cadet de Serigne Khadimou Rassoul, Serigne Touba, Fondateur du mouridisme. 
La communauté Tidjania y est également représentée par la famille de Serigne Moustapha Sarr dont l'actuel Khalif est Serigne Kabir Sarr. Il y a aussi une forte présence des talibés de El Hadji Ibrahima Niass dit Baye. À l'image du pays, les musulmans représentent près de 99 % de la population Guinguinéoise.
La ville est le siège de la paroisse catholique de l'Immaculée Conception, fondée en 1956, elle dépend de la doyenné Centre du diocèse de Kaolack. La communauté catholique y est fortement représentée, notamment le clergé qui a participé au développement de la commune avec l'implantation d'une école catholique.

## Économie
L'agriculture et le commerce sont les principales activités de la commune. L'agriculture est constituée par un  terroir de type mixte wolof/serer, les principales cultures sont le mil (souna), l'arachide, le sorgho, le maïs, la pastèque et les productions maraîchères.

## Jumelages et coopération
- Besançon (France) depuis 2010 coopération décentralisée pour les technologies de l'information et de la communication[5].

## Personnalités de Guinguinéo
- Souleymane Ndéné Ndiaye, avocat, maire de la Commune, Premier ministre du Sénégal.